# Merguiarkipelagen

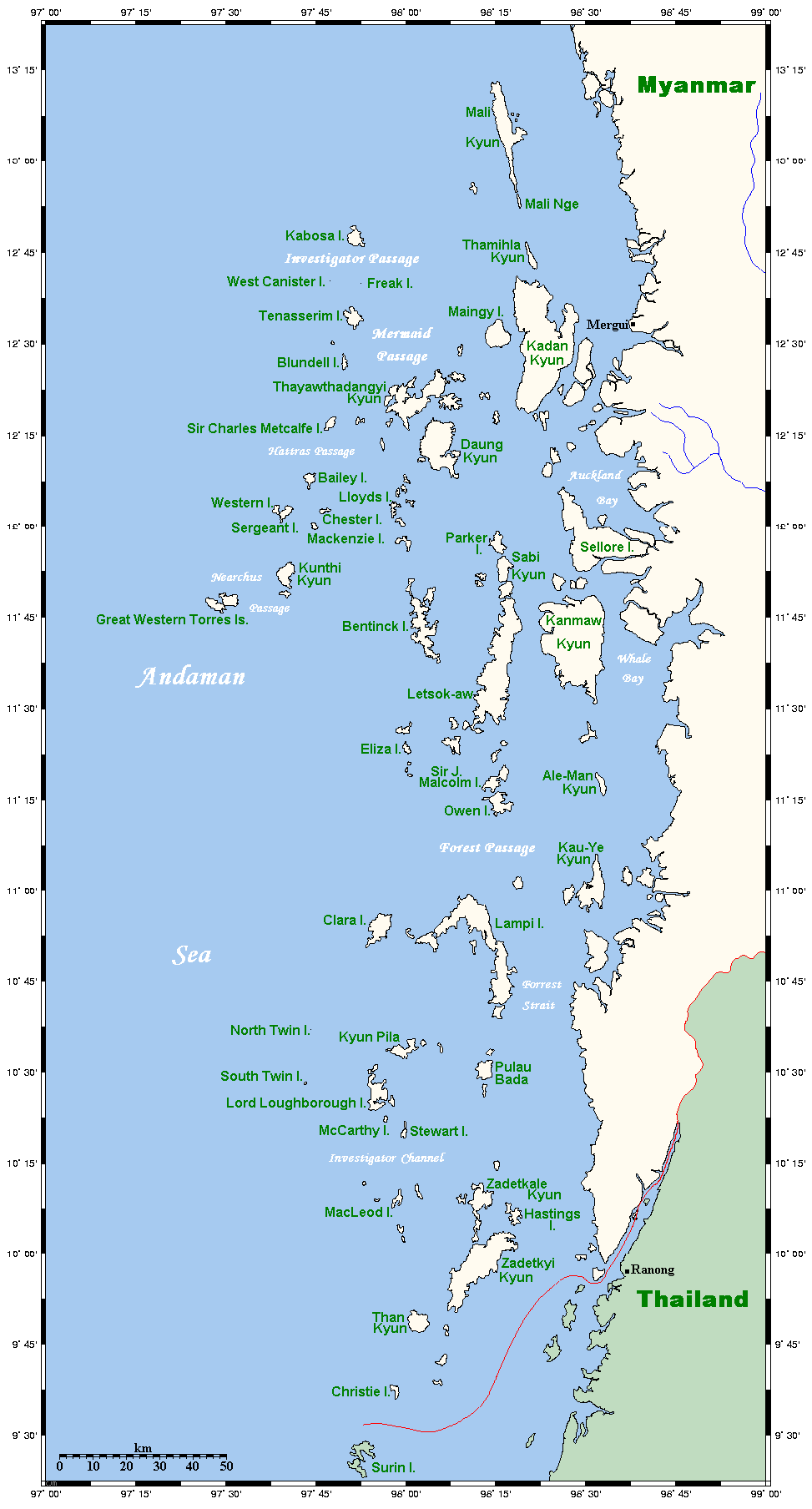
Merguiarkipelagen.

Merguiarkipelagen (även Myeikarkipelagen eller Myeik Kyunzu; burmesiska: မြိတ်ကျွန်းစု) är en grupp om 800 öar i södra Myanmars Taninthayiregion på gränsen mot Thailand. Samtliga öar är belägna ligger i Andamansjön; ett fåtal av öarna har större byar. En av de större öarna Lanbi Kyun är sedan 1996 ett naturreservat.